# 夏野菜

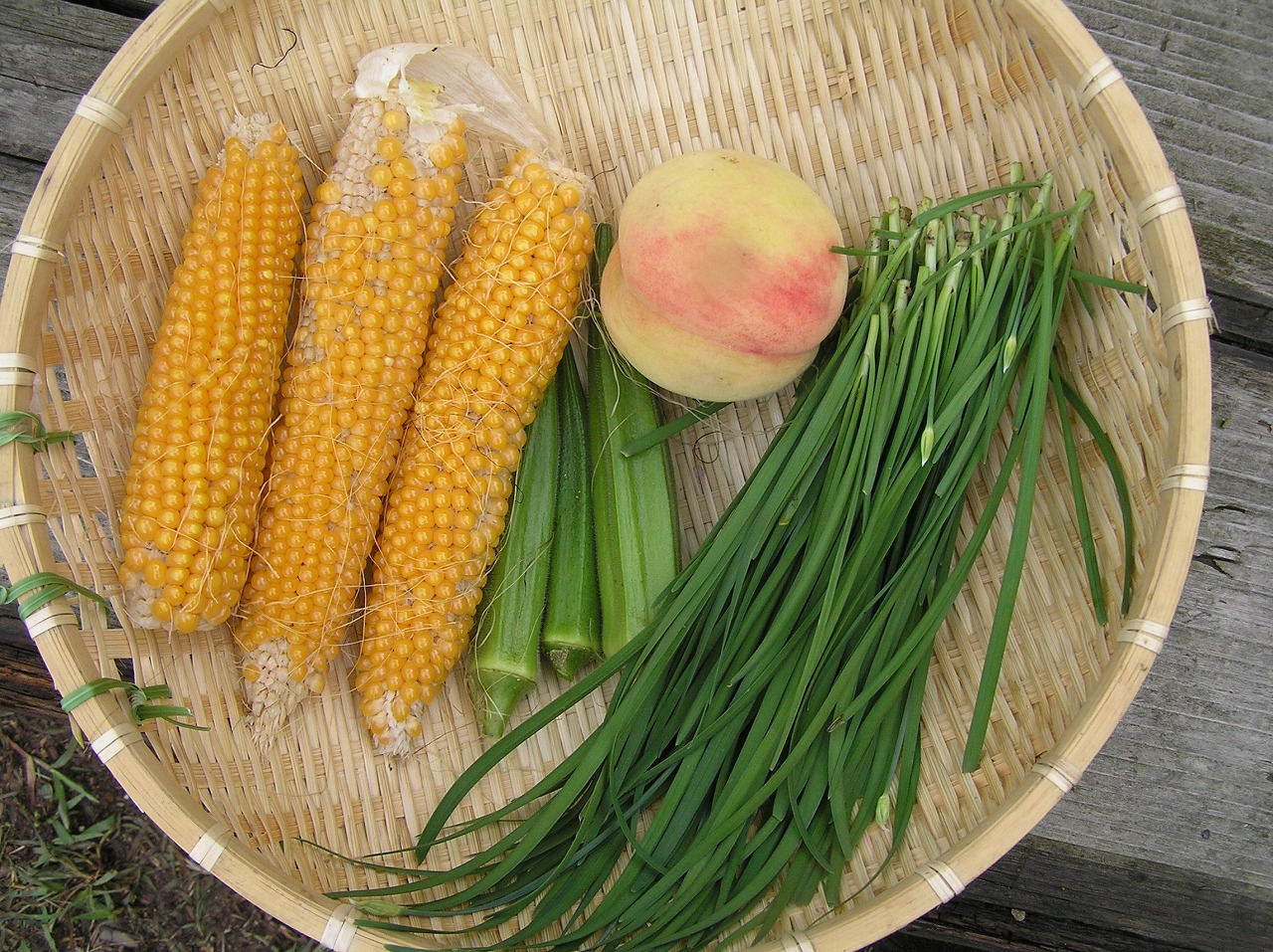
収穫された夏野菜

夏野菜（なつやさい）は、日本では夏に成熟する野菜のことで、キュウリ、ナス、トマト、ピーマン、オクラ、トウモロコシ、ニラ、カボチャ、ズッキーニ、ゴーヤなどが含まれる。日本より赤道寄りの熱帯の国が原産であるものが多いが、例外もある。
夏野菜は水分が多いものが多く、カリウム・カルシウム・鉄・亜鉛などのミネラルと、β-カロテン・葉酸などのビタミン、食物繊維、ポリフェノールなどを始めとした多数の栄養素が含まれている。
2021年8月には、令和3年8月の大雨を受けて、日本国内で夏野菜の価格が高騰した。